# Victoria Ground
Le Victoria Ground est un ancien stade de football situé à Stoke-on-Trent en Angleterre.
Fondé en 1878, il accueille les matchs du Stoke City Football Club jusqu'à sa fermeture en 1997. Désormais le club évolue au Bet365 Stadium.